# بو اوتاس
بو اوتاس (به سوئدی: Bo Utas) (زادهٔ ۲۷ مهٔ ۱۹۳۸) زبان‌شناس و ایران‌شناس سوئدی و استادِ بازنشسته دانشگاه اوپسالا است. او منظومهٔ موش و گربه، سرودهٔ عبید زاکانی را به زبان سوئدی ترجمه کرده‌است.